# Westport, Massachusetts

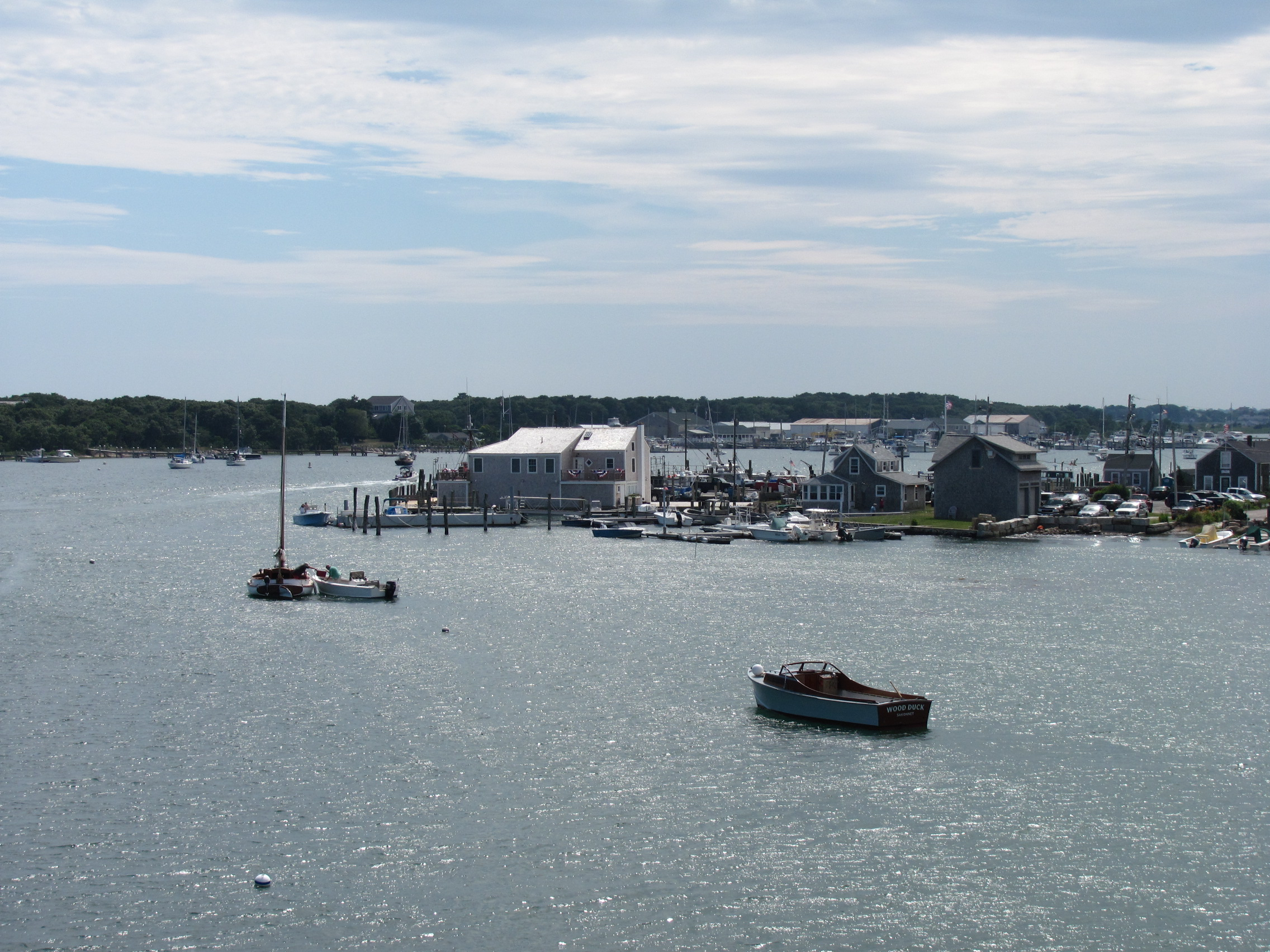

Westport är en kommun (town) i Bristol County i delstaten  Massachusetts, USA, med cirka 14 183 invånare (2000). Den har enligt United States Census Bureau en area på 166,8 km² varav 37,1 km² är vatten.